# فریده دریامج
فریده دریامج (زاده ۱ اردیبهشت ۱۳۳۵) بازیگر سینما، تلویزیون و تئاتر است.

## زندگی
فریده دریامج در سال ۱۳۳۵ در تهران متولد شد. فعالیت هنری را از سال ۱۳۴۶ از تئاتر مدرسه شروع کرد و بعد از اخذ دیپلم و لیسانس بازیگری و کارگردانی از دانشکده هنرهای دراماتیک به فعالیت مشغول شد.

## جایزه‌ها
- دریافت مدال طلای کشور «سگی در خرمن جا»؛ ۱۳۴۷
- دریافت مدال طلای کشور «پیک نیک در میدان جنگ»؛ ۱۳۴۸

## گزیدهٔ آثار
وی در سریال تاریخی عمارت فرنگی نقش ملکه تاج‌الملوک (ملکه ایران در زمان رضاشاه) را ایفا کرد.

### سینما
1. ۱۴۰۲ خبرچین (عرفان احتشامی)
2. ۱۳۹۳ ناهید (آیدا پناهنده)
3. ۱۳۹۳ چاقی (راما قویدل)
4. ۱۳۹۰ صداست که می‌ماند (سعید چاری)
5. ۱۳۸۸ خاله سوسکه (نادره ترکمانی)
6. ۱۳۸۸ حریم (رضا خطیبی)
7. ۱۳۸۷ خاطره (نادر طریقت)
8. ۱۳۸۷ نظام از راست (محمدرضا ورزی)
9. ۱۳۸۶ به خاطر خواهرم (حجت‌الله سیفی)
10. ۱۳۸۴ از دور دست (رامین محسنی)
11. ۱۳۸۳ گیلانه (رخشان بنی اعتماد)
12. ۱۳۸۱ جوجه اردک من (امیر فیضی)
13. ۱۳۸۱ کودک شاعر (امیرقاسم راضی)
14. ۱۳۷۲ ترانزیت (سیدعلی سجادی حسینی)
15. ۱۳۷۰ ردپای گرگ (مسعود کیمیایی)
16. ۱۳۶۸ دخترک کنار مرداب (علی ژکان)
17. ۱۳۶۶ پاییزان (رسول صدرعاملی)
18. ۱۳۶۵ بی‌پناه (علیرضا داوودنژاد)

### تلویزیون

#### مجموعه‌های تلویزیونی
| سال  | مجموعه                 | کارگردان                    | پخش                |
| ---- | ---------------------- | --------------------------- | ------------------ |
| ۱۴۰۳ | سوجان                  | حسین تبریزی                 | شبکه یک            |
| ۱۴۰۱ | جزر و مد               | علی عبدالعلی زاده           | شبکه ۲             |
| ۱۴۰۱ | گیلدخت                 | مجید اسماعیلی               | شبکه ۱             |
| ۱۴۰۱ | کلبه ای در مه          | حسن لفافیان                 | شبکه ۳             |
| ۱۴۰۰ | بچه مهندس ۴            | احمد کاوری                  | شبکه ۲             |
| ۱۳۹۹ | شاهرگ                  | جواد اشکذری                 | شبکه ۲             |
| ۱۳۹۹ | بچه مهندس ۳            | علی غفاری                   | شبکه ۲             |
| ۱۳۹۸ | وارش                   | احمد کاوری                  | شبکه ۳             |
| ۱۳۹۸ | حکایت‌های کمال          | قدرت‌الله صلح میرزایی        | شبکه ۲             |
| ۱۳۹۸ | آچمز                   | مهرداد خوشبخت               | شبکه ۳             |
| ۱۳۹۸ | خانواده دکتر ماهان     | راما قویدل                  | شبکه ۲             |
| ۱۳۹۸ | دنگ و فنگ روزگار       | جواد مزد آبادی              | شبکه ۱             |
| ۱۳۹۷ | کوبار                  | فریدون حسن پور              | شبکه ۲             |
| ۱۳۹۶ | افسانه هزارپایان       | شهاب عباسی                  | شبکه نسیم          |
| ۱۳۹۶ | محکومین                | حسین قناعتسیدجمال سیدحاتمی  | شبکه ۱             |
| ۱۳۹۵ | برنا                   | عباس رنجبر                  | شبکه ۳             |
| ۱۳۹۵ | پرستاران               | علیرضا افخمی شهرام شاه‌حسینی | شبکه ۱             |
| ۱۳۹۴ | شهر من شیراز           | محمد بنایی                  | شبکه ۲             |
| ۱۳۹۳ | گذر از رنج‌ها           | فریدون حسن پور              | شبکه ۱             |
| ۱۳۹۲ | نون خامه‌ای             | کاظم راست‌گفتار              | شبکه ۱             |
| ۱۳۹۲ | قهر و آشتی             | علی ژکان                    | شبکه ۱             |
| ۱۳۹۰ | آب پریا                | مرضیه برومند                | شبکه ۲نوروز ۹۱     |
| ۱۳۹۰ | خانه اجاره‌ای(سری اول)  | رامین ناصرنصیر              | شبکه ۳             |
| ۱۳۸۹ | خون‌بها                 | جواد مزدآبادی               | شبکه ۱             |
| ۱۳۸۸ | بچه‌های کوچه دوستی      | هنگامه مفید                 | شبکه قرآن          |
| ۱۳۸۸ | دفترخانه شماره ۱۳      | سیدوحید حسینی               | شبکه ۱             |
| ۱۳۸۷ | همه بچه‌های من          | مرضیه برومند                | شبکه ۱             |
| ۱۳۸۷ | آواز چیکا              | محمدرضا معینی               | شبکه ۳             |
| ۱۳۸۷ | لطفاً دور نزنیم         | مهدی مظلومی                 | شبکه ۵             |
| ۱۳۸۷ | عمارت فرنگی            | محمدرضا ورزی                | شبکه ۲             |
| ۱۳۸۶ | خط‌شکن                  | مسعود تکاور                 | شبکه ۵             |
| ۱۳۸۶ | سرنوشت                 | محمدرضا زهتابی              | شبکه ۱             |
| ۱۳۸۶ | حلقه سبز               | ابراهیم حاتمی‌کیا            | شبکه ۳             |
| ۱۳۸۵ | صیام و تیام            | مسعود فرخنده طینت           | شبکه ۱             |
| ۱۳۸۴ | پدرخوانده              | محمدرضا ورزی                | شبکه ۱             |
| ۱۳۸۴ | نقطه صفر               | محمدرضا معینی               | شبکه باران         |
| ۱۳۸۴ | بچه‌های هور             | عبدالله باکیده              | شبکه ۵             |
| ۱۳۸۴ | پیله‌های پرواز          | حسین سهیلی زاده             | شبکه ۲             |
| ۱۳۸۴ | عسل‌ها و مثل‌ها(فصل دوم) | مجتبی یاسینی                | شبکه ۱             |
| ۱۳۸۳ | مروارید سرخ            | شاپور قریبمسعود رسام        | شبکه ۵             |
| ۱۳۸۳ | دایره تردید            | امیر قویدل                  | شبکه ۱             |
| ۱۳۸۳ | رسم شیدایی             | اکبر خواجویی                | شبکه ۲             |
| ۱۳۸۳ | فصل زرد                | محمد رضا زهتابی             | شبکه ۱             |
| ۱۳۸۳ | سرود خاک               | جواد مزدآبادی               | شبکه ۵             |
| ۱۳۸۲ | بانویی دیگر            | سیروس مقدم                  | شبکه ۵نوروز ۸۳     |
| ۱۳۸۲ | بانکی‌ها                | مهدی مظلومی                 | شبکه ۲             |
| ۱۳۸۲ | فقط به خاطر تو         | اکبر منصور فلاح             | شبکه ۳             |
| ۱۳۸۲ | خانه امید              | علی بیابانی                 | شبکه ۱             |
| ۱۳۸۲ | داوطلب                 | مسعود تکاور                 | شبکه ۱             |
| ۱۳۸۱ | دریایی‌ها               | سیروس مقدم                  | شبکه ۵             |
| ۱۳۸۱ | همراز                  | سامان مقدم                  | شبکه ۱             |
| ۱۳۸۱ | فرمان                  | مسعود رشیدی                 | شبکه ۲             |
| ۱۳۸۱ | عسل‌ها و مثل‌ها(فصل اول) | مجتبی یاسینی                | شبکه ۱             |
| ۱۳۸۱ | آواز مه                | حسینعلی لیالستانی           | شبکه ۱             |
| ۱۳۸۰ | تازه چه خبر همسایه     | امیر سماواتیبهروز بقائی     | شبکه ۲             |
| ۱۳۸۰ | خط قرمز                | قاسم جعفری                  | شبکه ۳             |
| ۱۳۸۰ | جاده‌های سبز شمالی      | عباس رافعی                  | شبکه ۱             |
| ۱۳۷۹ | دختران                 | اصغر توسلی                  | شبکه ۵بازیگر مهمان |
| ۱۳۷۹ | جوان امروز             | یوسف سیدمهدوی               | شبکه ۳             |
| ۱۳۷۹ | نوروزی‌ها               | بهروز بقایی                 | شبکه ۱             |
| ۱۳۷۹ | همسفر                  | قاسم جعفری                  | شبکه ۳             |
| ۱۳۷۹ | مثل زندگی              | بهروز بقائی                 | شبکه ۱             |
| ۱۳۷۹ | داستان یک شهر          | اصغر فرهادی                 | شبکه ۵بازیگر مهمان |
| ۱۳۷۷ | دنیای شیرین دریا       | بهروز بقائی                 | شبکه ۱             |
| ۱۳۷۶ | قطار ابدی              | رضا عطاران                  | شبکه ۳             |
| ۱۳۷۲ | سنگ و شیشه             | جمشید حیدری                 | شبکه ۲             |
| ۱۳۶۸ | بهارانه                | سیما ایلخان                 | شبکه ۱             |

#### فیلم‌های تلویزیونی و ویدئوئی
| سال  | عنوان مجموعه                                        | سمت    | کارگردان        | توضیحات                    |
| ---- | --------------------------------------------------- | ------ | --------------- | -------------------------- |
| ۱۳۹۳ | تله‌فیلم "عبور ممنوع"                                | بازیگر | داریوش ربیعی    |                            |
| ۱۳۹۳ | معصومانه در خواب                                    | بازیگر | محمد بصیری      |                            |
| ۱۳۹۳ | مشق عاشقی                                           | بازیگر | حسین معطی       |                            |
| ۱۳۹۳ | تله‌فیلم "گواهی عاشق" (شاید برای شما هم اتفاق بیفتد) | بازیگر | افشین صادقی     |                            |
| ۱۳۹۲ | تله‌فیلم "یک ماه و ده روز"                           | بازیگر | مجتبی یاسینی    |                            |
| ۱۳۹۱ | تله‌فیلم "مقصد نهایی"                                | بازیگر | امیر حسین کلهر  |                            |
| ۱۳۹۱ | سریال عروسکی "حیاط خانه ما"                         | بازیگر | آزیتا رضایی     |                            |
| ۱۳۹۱ | تله‌فیلم "مدیر مدرسه"                                | بازیگر | میر محمدی       |                            |
| ۱۳۹۱ | شاید برای شما هم اتفاق بیفتد                        | بازیگر | آقا بابائیان    |                            |
| ۱۳۹۱ | تله‌فیلم "جایزه برای بازنده‌ها نیست"                  | بازیگر | رضا کمالی       |                            |
| ۱۳۹۱ | تله‌فیلم "در آرامش"                                  | بازیگر | مصطفی الماثی    |                            |
| ۱۳۹۰ | تله‌فیلم "گوشه دنج"                                  | بازیگر | افشین صادقی     |                            |
| ۱۳۹۰ | تله‌فیلم "چرخ و فلک"                                 | بازیگر | حسن فتحی        |                            |
| ۱۳۹۰ | تله‌تئاتر "شلیک به کلاغ ها"                          | بازیگر | حمید لبخنده     |                            |
| ۱۳۹۰ | تله‌فیلم "حریم"                                      | بازیگر | افشین صادقی     |                            |
| ۱۳۹۰ | تله‌تئاتر "رازهای یک خانه"                           | بازیگر | حمید لبخنده     |                            |
| ۱۳۹۰ | تله‌فیلم "پشت دیوار باغیست"                          | بازیگر | سعید چاری       |                            |
| ۱۳۹۰ | تله‌فیلم "به رنگ باران"                              | بازیگر | مجید موسویان    |                            |
| ۱۳۹۰ | تله‌فیلم "ملک پدری"                                  | بازیگر | رسول صانعی      |                            |
| ۱۳۸۹ | تله‌فیلم "تقصیر استینم بود"                          | بازیگر | علی مربی        |                            |
| ۱۳۸۹ | تله‌فیلم "راز یک حقیقت"                              | بازیگر | سعید جلیلی      |                            |
| ۱۳۸۹ | تله‌فیلم "چرخ ریسک"                                  | بازیگر | جاوید خوش‌دل     |                            |
| ۱۳۸۹ | تله‌فیلم "زندگی در اعماق فنجان قهوه"                 | بازیگر | کامبیز کاشفی    |                            |
| ۱۳۸۹ | ایل                                                 | بازیگر | سپهر محمدی      |                            |
| ۱۳۸۹ | تله‌فیلم "پیچ عشاق"                                  | بازیگر | یوسف صیادی      |                            |
| ۱۳۸۹ | تله‌فیلم "بچرخ تا بچرخیم"                            | بازیگر | مسعود تکاور     |                            |
| ۱۳۸۹ | تله‌فیلم "ساعتتو به وقت من تنظیم کن"                 | بازیگر | باقی پور        |                            |
| ۱۳۸۹ | تله‌فیلم "چراغ خاموش چراغ روشن"                      | بازیگر | حسین تبریزی     |                            |
| ۱۳۸۹ | تله‌فیلم "ماهرخ"                                     | بازیگر | حمیدرضا حافظی   | گروه کودک و نوجوان شبکه ۲  |
| ۱۳۸۹ | محبوب                                               | بازیگر | سپهر محمدی      |                            |
| ۱۳۸۸ | تله‌فیلم "۱۳"                                        | بازیگر | محمد رضا زهتابی |                            |
| ۱۳۸۸ | تله‌فیلم "زندگی به این قشنگی"                        | بازیگر | مصطفی الماثی    |                            |
| ۱۳۸۸ | تله‌فیلم "نقطه آخر"                                  | بازیگر | بیژن شیر مرز    |                            |
| ۱۳۸۸ | تله‌فیلم "گل سرخی می‌خندد"                            | بازیگر | قاضی مقدم       |                            |
| ۱۳۸۸ | تله‌فیلم "ترنج آسمان"                                | بازیگر | سپهر محمدی      |                            |
| ۱۳۸۸ | تله‌فیلم "او هیچ گناهی نداشت"                        | بازیگر | داوود اخویان    |                            |
| ۱۳۸۰ | مه دخت                                              | بازیگر | رضا معینی       |                            |
| ۱۳۸۷ | تله‌فیلم "وقتی زنها قول می‌دهند"                      | بازیگر | عبد العلی زاده  |                            |
| ۱۳۸۷ | اینه در غبار                                        | بازیگر | فرهاد پاک‌سرشت   |                            |
| ۱۳۸۷ | تله‌فیلم "لوتکا"                                     | بازیگر | حسین باکیده     |                            |
| ۱۳۸۶ | کاخ تنهایی                                          | بازیگر | محمد رضا ورزی   |                            |
| ۱۳۷۷ | تله‌فیلم "چهار شنبه خاتون"                           | بازیگر | فرهاد پاک‌سرشت   |                            |
| ۱۳۷۵ | پریا                                                | بازیگر | کورش مذکوری     |                            |
| ۱۳۶۴ | خانهٔ جدید                                           | بازیگر | فرزانهٔ حیدرزاده | گروه فیلم و سریال مرکز رشت |

## نمایش‌ها
حاصل فعالیت‌های نمایش او عبارت است از:
- «باد بزن خانم ویندر میر» (محمد رئیس زاده)، رشت ۱۳۴۶
- «خسیس» (محمد رئیس زاده)، رشت ۱۳۴۷
- «سگی در خرمن جا» (احمد بدر طالعی) رشت ۱۳۴۷
- «خیانت» (احمد بدر طالعی)، رشت ۱۳۴۸
- «بعد» (پرویز خضرایی)، رشت ۱۳۴۸
- «بام‌ها و زیر بام‌ها» (احمد بدر طالعی)، رشت۱۳۴۹
- «خرس» (احمد بدر طالعی)، رشت ۱۳۵۰
- «خواستگاری» (احمد بدر طالعی)، رشت ۱۳۵۰
- «خدایا نگذار سام بمیرد» (احمد بدر طالعی)، رشت ۱۳۵۰
- «رؤیا» (احمد بدر طالعی)، رشت۱۳۵۱
- «پیک نیک در میدان جنگ» (احمد بدر طالعی)، رشت ۱۳۵۲
- «ابراهیم توپچی واقا بیک» (رکن الدین خسروی)، تهران، تالار سنگلج ۱۳۵۳
- نمایش «طولانی» (جعفر والی)، تهران، تالار سنگلج ۱۳۵۴
- «ماندرا گولا» (دکتر فهیم)، تهران، تالار دانشکده هنرهای دراماتیک، ۱۳۵۴
- «آغاز و انجام» (جعفر والی)، تهران، تالارسنگلج، ۱۳۵۵
- «شاه می‌میرد» (رضا کرم رضایی)، تهران، تئاتر کوچک تهران، ۱۳۵۸
- «در انتطار اولیس» (امیر ثابت)، رشت ۱۳۷۲
- «چهار خاطره از جنگ» (حاج علی عسکری)، رشت ۱۳۷۴
- «شب سیزدهم» (حمید امجد)، تهران، سالن اصلی تئاتر شهر، ۱۳۷۹
- «تنها یک قاب»(کامبیز کاشفی)، تهران، تالار کوچک تئاتر شهر، ۱۳۷۹
- «اطلسی نو بر شندره کهنه شهرزاد قصه ساز» (شکر خدا گودرزی)، تهران، سالن سایه، ۱۳۸۲
- «استخوان‌های طلایی» (شکر خدا گودرزی)، تهران، تالار کوچک تئاتر شهر، ۱۳۸۳
- «انوا» (داوود دانشور)، تهران، تالار قشقائی، ۱۳۸۴
- «غروب مضحک صمصام میرزا» (داوود فتحعلی بیگی)، تهران، تالارسنگلج، ۱۳۸۵
- «عشق را چه شد» (امیر بختیاری)، سنندج، جشنواره دفاع مقدس، ۱۳۸۶
- «سه جلد» (رسول نقوی)، تهران، ۱۳۸۷
- «عروس گنگ» (کرامت رود ساز)، تهران، جشنواره ماه، تماشا خانه سوره، ۱۳۸۷
- «خورشید شب» (حمید ابراهیمی)، تهران، جشنواره تئاتر رضوی، ۱۳۸۷
- «سرزمین هشتم» (سیاوش طهمورث)، تهران، تئاتر شهر سالن چهارسو، ۱۳۸۸
- «روز سیاوش» (شکر خدا گودرزی)، تهران، تالار سنگلج، ۱۳۹۲
- «گمشده در یانکرز» (مرتضی برزگر زاده)، تهران، ایرانشهر تالارناظر زاده کرمانی، ۱۳۹۲

«بازی در نمایش طولانی» (جعفر والی)، «ابراهیم توپچی و آقابیک» (رکن الدین خسروی)، «آغاز و انجام» (جعفر والی)، «ماندراگولا» (دکتر فهیم)، «شاه می‌میرد» (رضا کرم رضائی)، «شب سیزدهم» (حمید امجد)، «در انتظار اولین» (امیر ثابت) و …
کارگردان:
«خواستگاری» (انتوان چخوف)، رشت ۱۳۷۳
نمایش عروسکی «مرغ تخم طلا»، رشت ۱۳۷۵